# Jüdischer Friedhof (Herleshausen)

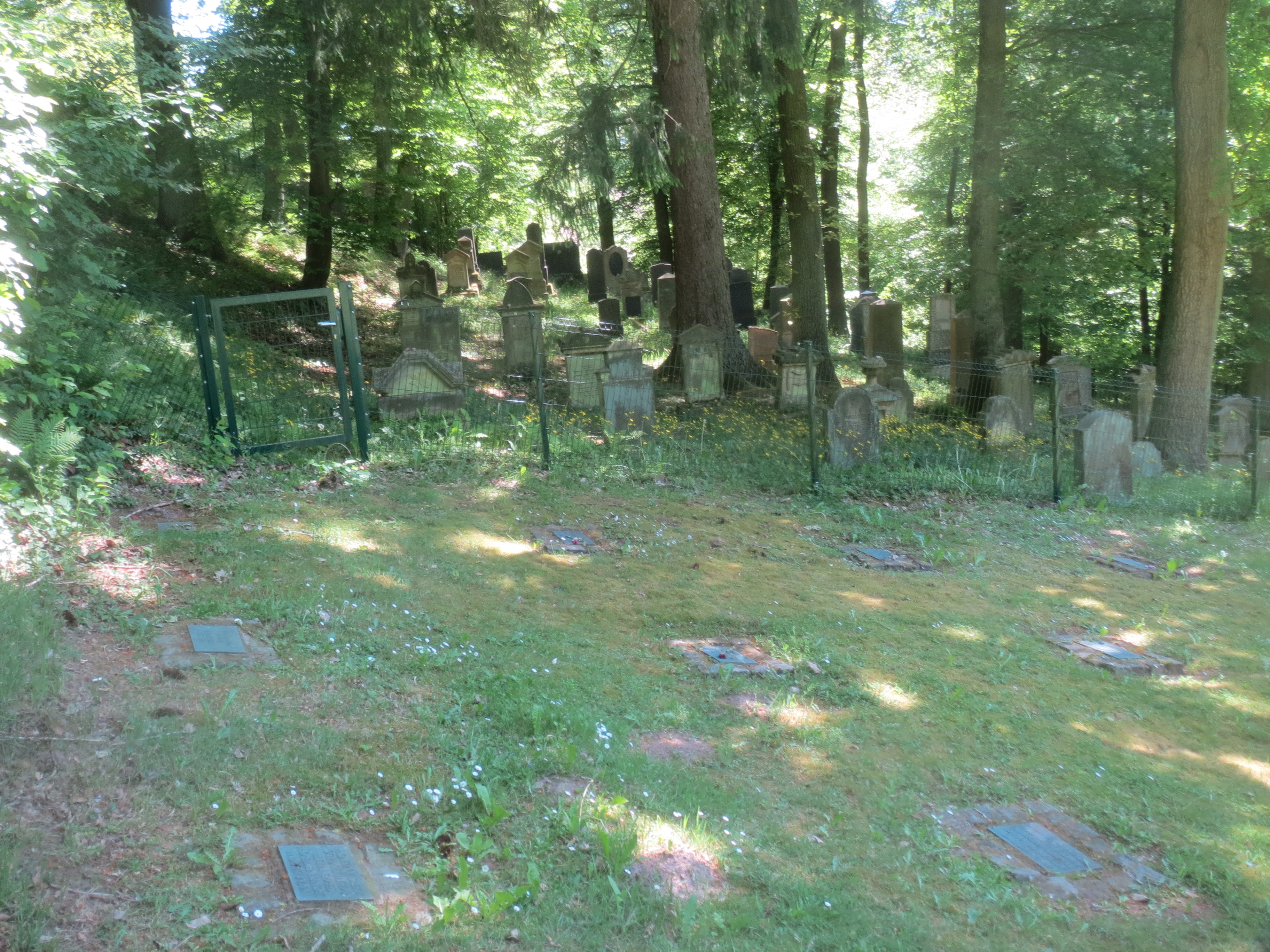
Jüdischer Friedhof, vorne sowjetische Kriegsgräber

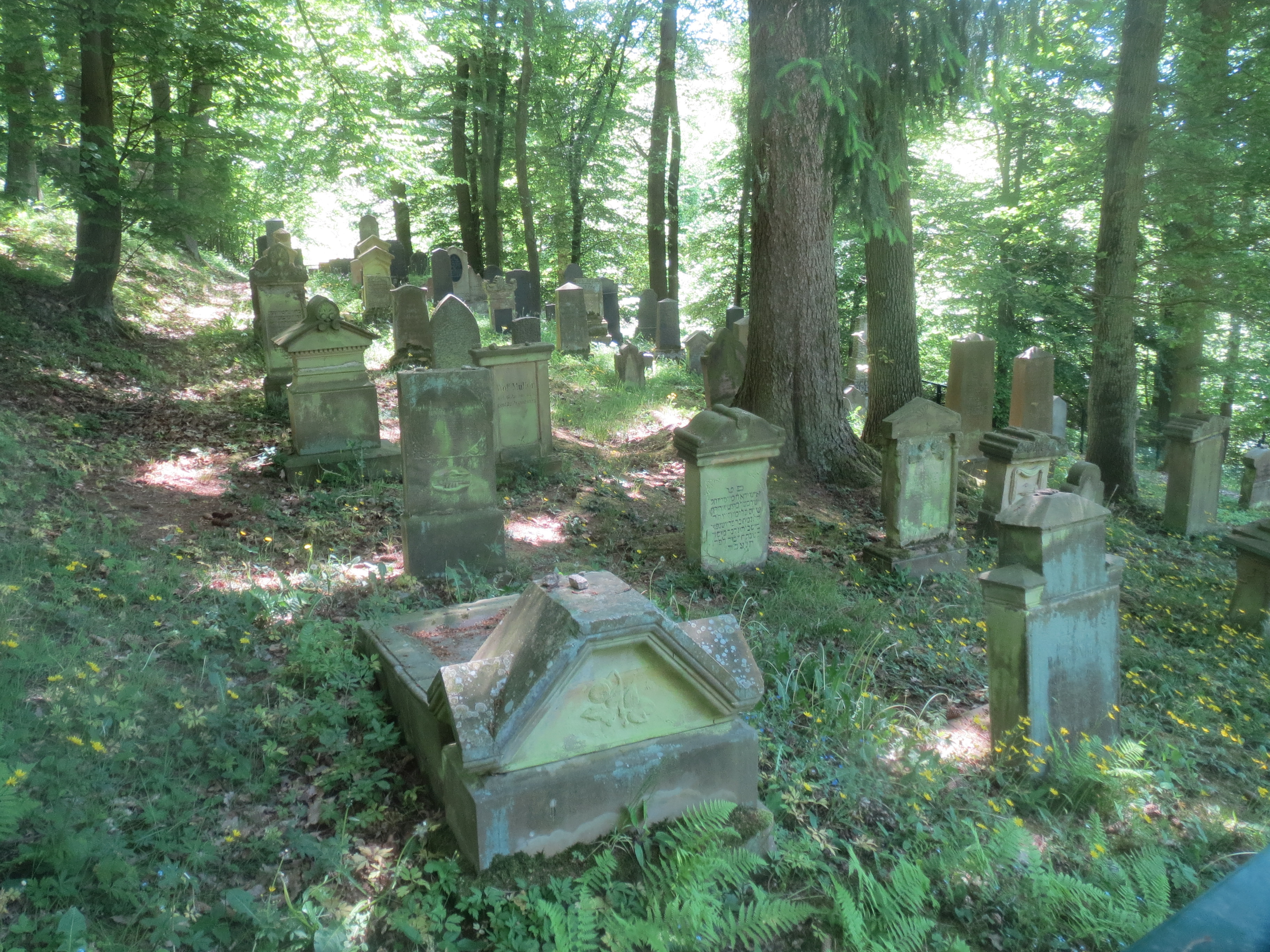
Jüdischer Friedhof, Herleshausen 1

Der Jüdische Friedhof Herleshausen ist ein Friedhof in der Gemeinde Herleshausen im Werra-Meißner-Kreis in Hessen.
Der 2078 m² große jüdische Friedhof befindet sich im Gewann „Ölgrund“ oberhalb des Ortes am Nordausgang in einer Waldecke. Im Jahr 1985 waren auf dem Friedhof 69 Grabsteine vorhanden, davon elf mit rein hebräischer Inschrift.

## Geschichte
Der Friedhof wurde in der zweiten Hälfte des 19. Jahrhunderts angelegt und von 1876 bis 1935 belegt, danach wurde er geschlossen. Die bis zu den Deportationen 1942 am Ort verstorbenen Juden wurden in Eschwege beigesetzt. In unmittelbarer Nähe des jüdischen Friedhofs wurde während des Zweiten Weltkrieges ein Friedhof für russische Kriegsgefangene angelegt. Dieser musste wegen der großen Zahl der Todesfälle (es wurden 1593 Tote beerdigt) erweitert werden; deshalb wurde ein Teil des jüdischen Friedhofs eingeebnet und für die russischen Toten benutzt. Dabei wurden zum Teil zwischen noch bestehenden jüdischen Grabstätten Bestattungen vorgenommen.
Der Jüdische Friedhof und der Soldatenfriedhof stehen als mahnende Gedenkstätte aus historischen Gründen als Kulturdenkmal unter Denkmalschutz.